# آرماه
آرماه یا نجاشی (حکمرانی ۶۱۴ تا ۶۳۱ میلادی) (عربی: النجاشی‎) پادشاهِ مسیحیِ امپراتوری یا پادشاهی آکسوم، در محدوده اتیوپی امروز بوده‌است.

## تاریخچه
در گذشته اعراب عربستان سرزمین آنان را حبشه می‌خوانده‌اند. این پادشاه، اول از طریق سکه‌هایی که در زمان پادشاهی وی ضرب شده‌اند و از حدود ۱۸۹۵ میلادی، با نام هشام ابن ابجار، یا سهاما (در زبان انگلیسی) یا همان نجاشی شناخته شده‌است که در سال ۶۱۵ یا ۶۱۶ میلادی به مسلمانانی که از عربستان گریخته بودند، پناه می‌دهد.
بنابر نظر استوارت مونرو (۱۹۴۷ تا ۲۰۰۴) آرماه یا گرسم آخرین پادشاهان آکسوم بوده‌اند که سکه ضرب کرده‌اند. نوع برنزی سکه‌هایی که در زمان آرماه ضرب شده‌اند نشانهٔ صلیب مسیحیان را دارند که بیانگر مسیحی بودن آن پادشاه هستند.

### پناه بردن مسلمانان به حبشه
بین سالهای ۶۱۰ تا ۶۲۹ میلادی است که به خواست محمد، پیامبر مسلمانان، گروهی از آنان برای رهایی از ظلم و ستم بت پرستان مکه و با رهبری جعفر بن ابی‌طالب عازم حبشه می‌شوند. آنان در دربار آرماه، پادشاه دادگستر و مسیحی حبشه و در برابر فرستاده بت پرستان مکه، عمرو بن العاص، از خود دفاع می‌کنند و آن پادشاه نیکو سرشت آنان را در حبشه پناه می‌دهد.

### نامه حضرت محمد (ص) به آرماه
به گفته تاریخ ، حضرت محمد (ص) همچون دیگر پادشاهان و سران کشورها، به آرماه نیز نامه نوشته و او را به دین اسلام دعوت کرده‌است.